# Inbegriffsrüge
Die Inbegriffsrüge ist ein Begriff aus dem deutschen Recht der strafprozessualen Revision. Es handelt sich um eine Verfahrensrüge, mit welcher geltend gemacht wird, der Tatrichter habe entgegen § 261 StPO seine Überzeugung nicht aus dem Inbegriff der Hauptverhandlung gewonnen. Entsprechendes gilt für die Rechtsbeschwerde im Recht der Ordnungswidrigkeiten (§ 46 OWiG).
Die Inbegriffsrüge kann erhoben werden, wenn in den schriftlichen Urteilsgründen eine Urkunde wörtlich wiedergegeben wird, diese aber weder verlesen noch sonst in zulässiger Weise zum Gegenstand der Hauptverhandlung gemacht wurde und dieser Umstand mit den Mitteln des Revisionsrechts nachweisbar ist, sich also beispielsweise aus dem Hauptverhandlungsprotokoll ergibt. Dasselbe gilt etwa bei der wörtlichen Wiedergabe nicht verlesener Vernehmungsniederschriften eines Zeugen.
Bei der Inbegriffsrüge handelt es sich um einen relativen Revisionsgrund, zu dem in der Revisionsbegründung die entsprechenden Tatsachen vorgetragen werden müssen (§ 344 Abs. 2 StPO). 
Werden auf die Inbegriffsrüge mit dem Urteil gemäß § 353 Abs. 2 StPO auch die dem Urteil zugrunde liegenden Feststellungen aufgehoben, bedarf es im zweiten Rechtsgang erneuter Tatsachenfeststellungen. Das Gericht darf sich nicht mit der Verlesung der im aufgehobenen Urteil zur Sache getroffenen Feststellungen begnügen. Andernfalls ist eine erneute Inbegriffsrüge zulässig.